# Erislandy Savón
Erislandy Savón, född den 21 juli 1990 i Guantánamo, är en kubansk boxare.
Han tog OS-brons i tungvikt i samband med de olympiska boxningstävlingarna 2016 i Rio de Janeiro..